# ستانلي لومباردو
ستانلي لومباردو (بالإنجليزية: Stanley Lombardo)‏ هو باحث في تاريخ العصور الكلاسيكية ومترجم أمريكي، ولد في 1943 في نيو أورلينز في الولايات المتحدة.

## وصلات خارجية
- ستانلي لومباردو على موقع ميوزك برينز (الإنجليزية)
- ستانلي لومباردو على موقع ديسكوغز (الإنجليزية)